# Sujata Koirala
Sujata Koirala (língua nepali: सुजाता कोइराला, Biratnagar, 9 de fevereiro de 1954) é uma política nepalesa que foi a ministra das Relações Exteriores entre 2009 e 2011, no governo do primeiro-ministro Madhav Kumar Nepal. É filha única do ex-primeiro-ministro e ex-presidente do país, Girija Prasad Koirala. É membro do Congresso Nepalês (NC).

## Biografia

### Anos iniciais
Nasceu em Biratnagar, em 9 de fevereiro de 1954, filha de Girija Prasad Koirala e Sushma Koirala.

### Política
É a responsável pelo Departamento de Relações Internacionais do seu partido, o Congresso Nepalês (NC), e membro do Comitê Central de Trabalho. Foi vice-primeira-ministra e ministra das Relações Exteriores do Nepal. Foi a segunda mulher a se tornar vice-primeira-ministra no país. A primeira, Shailaja Acharya, é sua sobrinha.

## Vida pessoal
Ela tem uma filha chamada Melanie Koirala Jost.